# Seguretat de la llar
La seguretat domèstica es refereix normalment als sistemes de seguretat utilitzats en una propietat utilitzada com a habitatge (normalment incloent portes, panys, sistemes d'alarma, il·luminació, tanca); i pràctiques de seguretat personal (com ara assegurar les portes tancades, activar les alarmes, tancar les finestres etc.)

### Seguretat Física
És el conjunt d’elements que busquen la detecció i prevenció d’amenaces, amb la finalitat de protegir algun recurs o be material i minimitzar amenaces pel benestar de l’individu.
Entre totes les amenaces possibles, la seguretat física intenta frenar o bloquejar els incendis, robatoris, segrest, suplementació i robatori de la informació.

#### Pla de seguretat
És un document on es pretén analitzar, detectar i avaluar totes les possibles amenaces, i així poder establir una sèrie d’accions o actuacions segons l’origen d’amenaça.
Possibles variables a analitzar: 
- Característiques de l'edifici a protegir (Portes, Finestres, jardins…)
- Estudi de l'entorn - elements que puguin ser perjudicials per la seguretat de la finca ja sigui un bar, discoteca, ...
- Probabilitat de que passi una amenaça
- Expectativa de seguretat
- Tecnologia actual – escollir la tecnologia adequada al lloc a protegir o la finalitat.
- Pressupost del que es disposa.

La finalitat del pla de seguretat sempre ha de ser: 
- Dissuasiu – per tal de desmotivar l’individu de cometre un acte maliciós.
- Detecció – per tal de descobrir una intrusió real i prendre accions al moment.
- Obstaculitzar – mètode per impedir que un individu pugui entrar o moure’s amb facilitat.

#### Elements de la seguretat física
La seguretat física es considera una variable clau dins els sistemes de protecció.
Els elements de seguretat estan pensants per endarrerir, obstaculitzar o detectar un intrús.
- Barreres perimetrals són barreres físiques que delimiten la propietat privada i dificulti l'entrada de individus o animals no desitjats.
- Doble forrellat o pany de seguretat – els panys de les portes habitualment són forçats i oberts per el mètode “Bumping”, una bona solució és instal·lar un pany antirobatori o de seguretat o be un doble forrellat.
- Control d’accés mecanisme que ens permet identificar a una persona per mitja d’una clau o un lector biomètric, per poder accedir al recinte o a la informació requerida.
- Sistemes d’alarma - els principals sistemes d’alarma funcionen amb càmeres, sensors, sirenes i altres dispositius, els quals pretenen evitar situacions no desitjades, ja sigui el furt o robatori o detecció gasos, fums o escapaments d’aigua. Aquests dispositius solen crear una alerta sonora i alguns envien missatges o truquen automàticament als telèfons configurats.
- Circuit tancat de televisió (CCTV) – és un sistema de videovigilància, que ens permet observar un espai físic mitjançant una càmera de seguretat.
- Detectors d’incendis i fums– és un sistema d’alarma que ens permet identificar la presencia de fum a l’ambient.
- Domòtica – és un sistema o conjunt de sistemes i tecnologies per poder automatitzar una llar, ni que el seu objectiu bàsic és l’optimització en la gestió de consums també es molt útil per la seguretat on hi podem trobar un sistema de detecció de finestres obertes a sistemes d’alarmes per evitar robatoris o intrusions, o detectors de foc, fums, gas i escapaments d’aigua.

#### Consells per una bona seguretat física a la llar
- Coneix la teva llar – ens és molt útil saber com és la llar a protegir, ja que no tots els sistemes de seguretat serveixen.
- Atenció als espais comuns – quan es viu en bloc de pisos és molt important vigilar els espais comuns sobretot la zona d’aparcament perquè no hi pugui entrar cap intrús.
- Evitar imprudències – moltes persones tenen costums errònies les quals s’han d’intentar evitar, per exemple: deixar una clau amagada o deixar alguna finestra oberta quan es marxa de la llar.
- Al marxar de casa tancar la porta amb clau, ja que si es deixa tancada de cop és molt fácil d’obrir per tant, afavoreix a l'entrada d'un possible intrús.
- Finestres sempre tancades
- No donar sensació d’abandonament – si la llar es veu deixada pot donar la sensació de que allí no i viu ningú, sobretot si és un immoble en venta o de lloguer, ja que solen atraure ocupes. En aquests casos es podria optar per un sistema anti-ocupes.
- El timbre de la llar sempre ha de funcionar, sobretot si aquest te incorporat càmera.- es important que funcioni adequadament per no obrir la porta a persones no desitjades.
- Si la llar es apartada, s’han de tenir en compte sistemes de seguretat addicional
- No deixar res la vista que pugui semblar de valor
- Davant d’un comportament sospitós, reaccionar immediatament

### Enginyeria social
La base de l'enginyeria social com a mètode d'engany:
L'enginyeria social es basa en la teoria dels 6 principis de la influència i persuasió del Dr. Robert Cialdini, escriptor del llibre “Influence: the psychology of persuasion” de 1984, i que consisteixen en: 
- Reciprocitat: les persones tracten els altres segons en funció de com perceben que són tractats.

Per exemple: Si algú regala alguna cosa, presta ajuda o ofereix alguna cosa, es 		produeix un sentiment de deute amb aquesta persona i és més probable que se li 	torni el favor .
- Coherència i compromís: l'ésser humà tendeix a ser coherent amb les seves conductes prèvies. És a dir, és més procliu a dur a terme accions que ja s'han realitzat anteriorment, encara que puguin donar-se en major o menor intensitat.

Per exemple: Si s'ha donat sang alguna vegada, i s'atorga una targeta de donant, la	repetició d'aquesta acció, cada cert temps, reforça la imatge que es té de si mateix.
- Aprovació social: es tracta d'un mecanisme psicològic pel qual es tendeix a deixar-se portar pel comportament social majoritari o opinió pública.

Per exemple: si un producte ja ha estat provat per una gran multitud de persones 	amb bones opinions, s'accepta sense més, si per contra, ha estat rebutjat, no es perd 	el temps a provar-lo. Entre dos productes, un amb 5 estrelles i un altre amb 4 de 	similars característiques, com es triaria? 
- Autoritat: segons aquest principi, les figures amb més autoritat o que són líders gaudeixen de major credibilitat. El fet de destacar els títols acadèmics o anys d'experiència en un determinat àmbit, ofereix una major credibilitat a la persona que parla. Això és utilitzat en moltes faules, com el que s'atribuïa al premi Nobel en Medicina Tasuko Honjo, en haver dit que el coronavirus “és un virus fabricat per l'home”. Cosa que va haver de contradir la pròpia Universitat de Kyoto on treballa impartint classes el Professor Honjo.

- Simpatia: el principi és simple, s'està més predisposat a fer les coses que sol·licita algú agradable i simpàtic. A més, en aquest cas, la simpatia no ha d'estar necessàriament lligada a la bellesa, però no obstant això, si afecten altres característiques com la similitud amb aquesta persona o que participin en els mateixos grups o activitats que nosaltres. S'està més predisposat, per exemple, a ajudar algú que hagi estudiat en la mateixa universitat, encara que hagi estat amb una diferència de 20 anys.

- Escassetat: quan se sap que alguna cosa està a punt d'esgotar-se es valora i es desitja molt més. En publicitat es pot reconèixer fàcilment a través de les “ofertes per temps limitat” o “edició limitada”. Els marcadors de compte enrere són objectes molt utilitzats sota aquest principi.

#### L'enginyeria social en l'àmbit domèstic
Són les tècniques utilitzades per a, principalment, sostreure mitjançant engany, diners a les persones en la seva pròpia llar.
Perquè algú, el beneficiat, pugui finalment obtenir diners d'un desconegut, matar, contactant-li, és indispensable primer obtenir la seva confiança, les raons que podrien portar a una persona a confiar en un desconegut són les següents: 

##### Parentiu o amistat.
L'estafat aconsegueix convèncer a la víctima que tenen llaços familiars o d'amistat.

##### Usurpador d'identitat.
L'estafador convenç a la víctima que pertany a alguna empresa de serveis o bé a alguna entitat governamental.

##### Empatia.
L'estafador aconsegueix que la víctima albergui algun tipus de sentiments per la persona que li contacta, generalment empatia, però també atracció física o sentimental.

##### Pretexting.
L'estafador aconsegueix crear una falsa realitat en la ment de la víctima, aquesta tècnica s'utilitza principalment per telèfon.
Aquesta tècnica es basa principalment en la informació que posseeix l'estafador sobre la víctima per a produir una realitat molt elaborada en la qual la víctima no pot evitar fer un desemborsament econòmic en favor de l'estafador, aquesta tècnica s'usa sobretot per telèfon evitant possibles identificacions sobre qui està realitzant l'acció i al seu torn evitar el feed back que s'obté en el contacte visual amb el nostre interlocutor que donarien pistes que la realitat en la qual s'ha immers a la víctima és falsa. A més, aquesta tècnica ve sempre acompanyada per la urgència, la maniobra s'executa sempre sota la pressió de prendre decisions ràpidament, evitant una correcta avaluació del que està succeint.
- Cobdícia. Sorprenentment, és una de les tècniques més eficaces per a la sostracció de diners, l'estafador fa creure a la víctima que pot obtenir benefici econòmic fent un desemborsament, però ha de fer-se precipitadament o perdrà l'oportunitat que se li presenta. Un exemple d'aquesta tècnica seria la d'aprofitar una oferta de llançament d'un producte on ens ofereixen comprar 10 al preu de 1, però que només serà vàlida si la compra es realitza al llarg de la crida en curs.
- Situació de perill. L'estafador buscarà informació personal de la víctima amb la finalitat de fer pensar que ell o algun familiar està en perill i que en cas que precipitadament reaccioni pot eludir aquesta situació. Un dels exemples més estesos d'aquesta tècnica són els denominats "segrestos virtuals", on l'estafador esbrina en quin moment algú estarà incomunicat diverses hores per a contactar als familiars i demanar-los un rescat precipitat, abans que es pugui confirmar que tot és fals.
- Hostilitat o coacció. Si bé aquesta tècnica podria entrar en la categoria de delictes greus, si la suposada amenaça no és real, el delicte des del punt de vista jurídic té molta menys gravetat.

#### Com evitar ser presa d'aquestes tècniques
El punt fort a defensar és la denominada tècnica de “TRUST ZERO”, confiança zero, abans de prendre qualsevol decisió davant una situació inesperada s'hauria de plantejar sempre, si la situació és real o no, i si fos possible verificar que qui està contactant, pertany realment a l'organització a la qual afirma representar (policia, inspectors, auditors, etc). Com a segon punt important s'hauria de ser conscient de la privacitat de les dades, no donant informació innecessària per les xarxes socials, i destruint qualsevol paper, com a factures que es llancen a les escombraries; el mateix ocorre quan es rebutja un ordinador vell, el disc dur podria contenir informació que no es desitjaria que caigués en males mans, per la qual cosa cal assegurar-se de destruir per complet aquesta peça.

### Seguretat Informàtica en la llar
La seguretat informàtica en la llar és la forma en la qual ens protegirem d'atacs que busquen robar la nostra informació personal o financera. És cert que existeixen diversos mètodes informàtics (antivirus, firewall, etc.) per a defensar-se d'atacs, però el factor humà també juga un gran paper per la forma en la qual interactuem amb els nostres ordinadors, mòbils, etc. Som nosaltres la primera capa de seguretat que tenim, per aquesta raó és important estar ben educats en aquest tema per a estar protegits al màxim possible.
Amb la internet de les coses, que són tots aquests dispositius que tenim en les nostres llars amb connexió a internet com, per exemple, televisor, impressora, cotxe, etc.
Cada vegada se sumen més coses amb connexió a internet per a facilitar la interacció de l'entorn digital, tanmateix, això implica una major vulnerabilitat.
Les prevencions que hem de tenir poden semblar simples, però la veritat és que moltes persones no li donen molta importància a això per desconeixement i per això, a l'usuari comú, és molt més fàcil atacar-li per als ciberdelinqüents. Hi ha gran varietat d'atacs que poden executar per a robar la nostra informació, des de spoofing, phishing, sniffing, força bruta, entre d'altres.
- Phishing: És la forma amb la qual s'enganya les persones perquè comparteixin informació confidencial, mitjançant suplantació o imitació de pàgines web falses, correus electrònics, SMS o ofertes i anuncis en internet, es busca espantar a la víctima perquè procedeixi ràpidament a solucionar “el problema” o reclamar “el premi”, amb la finalitat que es proporcionin dades personals o financeres, fàcilment es pot fer una còpia exacta de la pàgina web d'un banc perquè s'introdueixin dades i així poder robar-los. Fer-se passar per serveis de subscripció o fins i tot per algú conegut és una altra forma d'estafa. Aquesta forma d'estafa és la més simple però la més perillosa i efectiva, cap sistema informàtic està exempt d'un atac d'aquests, i l'únic mitjà de defensa que es té és el factor humà, per això les persones han de saber com identificar aquestes estafes per a tenir la major prevenció.

- Sniffing: És un tipus de ciberatac en el qual s'utilitzen apps, scripts, programari de rastreig o dispositius de maquinari de xarxa, amb la finalitat d'interceptar la informació que passa per una xarxa per a robar-la. En viatjar la informació per internet, aquesta es divideix en paquets els quals es tornen a assemblar en el seu destí. Aquests paquets han de passar per molts nodes abans d'arribar, és allí on es pot interceptar la informació i robar-la.

- Atac de força bruta: Bàsicament és un atac en el qual el cibercriminal empra un mètode de prova i error per a testar diferents credencials fins a donar amb la correcta, això es fa amb un programa o un bot. Aquest atac s'està fent cada vegada més popular a causa de la ignorància dels usuaris en temes de seguretat permetent als atacants obtenir les dades amb molta rapidesa.

- Wifi piggybacking: implica l'ús d'una connexió Wifi que pertany a alguna persona sense el permís o el coneixement d'aquesta persona. Això seria possible si la seguretat de la xarxa no està adequada, i qualsevol persona que es troba en el rang de transmissió podria connectar-se. Els efectes de piggybacking en una xarxa Wifi són, el consum de l'amplada de banda, o en altres casos, el robatori d'informació de l'ordinador personal o infectar l'ordinador amb un virus.

Les modalitats de verificar si un intrús està connectat a una xarxa Wifi: 
- La llum de l'estat del router

S'apaguen o, on és possible, activar-los en manera avió, tots els dispositius connectats a Internet. Es verifica el router per a veure si té alguna llum encesa indicant algun dispositiu connectat.
- Aplicació del router

Els routers venen amb una aplicació per al telèfon intel·ligent, per a poder configurar la connexió d'Internet i gestionar el compte de l'usuari. Aquest tipus d'aplicació inclou una funcionalitat que permet visualitzar tots els equips connectats al router. S'accedeix a aquesta aplicació, i es pot visualitzar la llista de tots els dispositius connectats al router.
Així es pot veure si hi ha algun equip connectat que no pertany a la xarxa.
- El panell de control del router i el mapa de xarxa

Es pot accedir al panell de control del router i examinar el mapa de xarxa, on es poden veure clarament tots els dispositius connectats en aquest moment a aquesta xarxa, però també els connectats prèviament.
- Programes per a detectar els intrusos en la xarxa

Existeixen aplicacions dissenyades per a detectar si hi ha un intrús que està robant el servei d'Internet, com per exemple Wifi Guard, Wifi ,Thief Detector o Wireless Network Watcher. Aquest tipus d'aplicacions mostren els dispositius connectats a la xarxa i alguns detalls de cadascun, facilitant així la detecció d'alguna intrusió.
Una cosa important, en la llar referint-se a la seguretat informàtica és el fet de les contrasenyes, com no, és en el que cal posar una mica d'obstinació, per tant, és òptim que es canviïn mensualment, fins i tot setmanal. El que porta al següent punt, una contrasenya segura, les millors contrasenyes són les que contenen lletres (Majúscules i minúscules), números i símbols, tot sense un ordre i regirat per a major seguretat. És recomanable no marcar l'opció de recordar contrasenya igual que no desar les contrasenyes en el dispositiu, si no es veu capaç de recordar-la sempre es pot escriure en un paper ja que no es pot hackear, però s'haurà de custodiar bé ja que això donarà accés al que desi aquesta contrasenya.
Una bona contrasenya pot ser creada a partir d'una frase (frase de contrasenya). És important tenir en compte que no sigui ni molt curta, perquè sigui difícil d'endevinar, ni molt llarga, perquè es pugui recordar fàcilment, que té majúscules i números i que conté també algun símbol. Després s'agafarà la primera lletra de cada paraula i el resultat representa la contrasenya.
Per a aquell que no sigui original ni tingui creativitat amb les contrasenyes, sempre pot utilitzar un generador, si es decideix usar aquesta opció és recomanable ser cautelós, i que s'obri en una pestanya d'incògnit (això és solament recomanable, però assegura una mica més de seguretat) es generi aquesta contrasenya i sense copiar-la en el dispositiu s'escrigui en paper, després ja es podrà usar escrivint-la un mateix com si de la seva contrasenya es tractés.
Aquí una opció de generador de contrasenyes: https://www.clavesegura.org/es/

#### Consells per una bona seguretat informàtica a la llar
- Separar els dispositius laborals dels personals.

És a dir, comptar amb un equip exclusiu per a la feina i un altre per a ús personal. Així reduirem el risc i protegirem a més la seguretat de la nostra xarxa domèstica.
- Mantenir el router en bon estat

Sens dubte el router té un paper molt important en tot això. És el dispositiu que ens permet connectar-nos a la xarxa que permet gestionar totes les sol·licituds de connexions. Hem de parar atenció a tot allò que envolta aquest dispositiu i mantenir-lo en bon estat.
- Actualitzar el firmware.

Per exemple, és essencial. També és important evitar mantenir la configuració que ve de fàbrica, protegir els punts de seguretat que tinguem disponibles, etc.
- Assegurar els dispositius IOT

L'Internet de les Coses és cada vegada més present a les nostres llars. Parlem de dispositius com televisions, bombetes intel·ligents, reproductors de vídeo... Si volem protegir la nostra xarxa, és fonamental que aquest tipus d'equips estiguin segurs. Són molt utilitzats pels pirates informàtics per accedir a les xarxes domèstiques.
És essencial que els xifrem amb contrasenyes i que els tinguem actualitzats, així com configurar diferents aspectes de seguretat que puguin tenir. Només així estarem protegits i evitarem que puguin ser la porta d'entrada d'amenaces.
- Optar per una VPN

Si utilitzarem la xarxa domèstica per accedir a serveis del treball, una empresa, una bona idea és utilitzar una VPN. Són moltes les opcions que tenim a la nostra disposició i per al treball remot pot ser necessari, a més de millorar així la seguretat.
Una VPN, entre altres coses, xifra la nostra connexió. Les dades viatgen com si fossin en un túnel, evitant així que possibles intrusos puguin interceptar la informació. Però també ens permet connectar-nos de forma remota com si estiguéssim en una altra ubicació física.
En definitiva, aquests són alguns consells essencials que cal aplicar per protegir correctament les nostres xarxes domèstiques i no córrer cap risc de seguretat.